# Yucatán-Gelbfledermaus

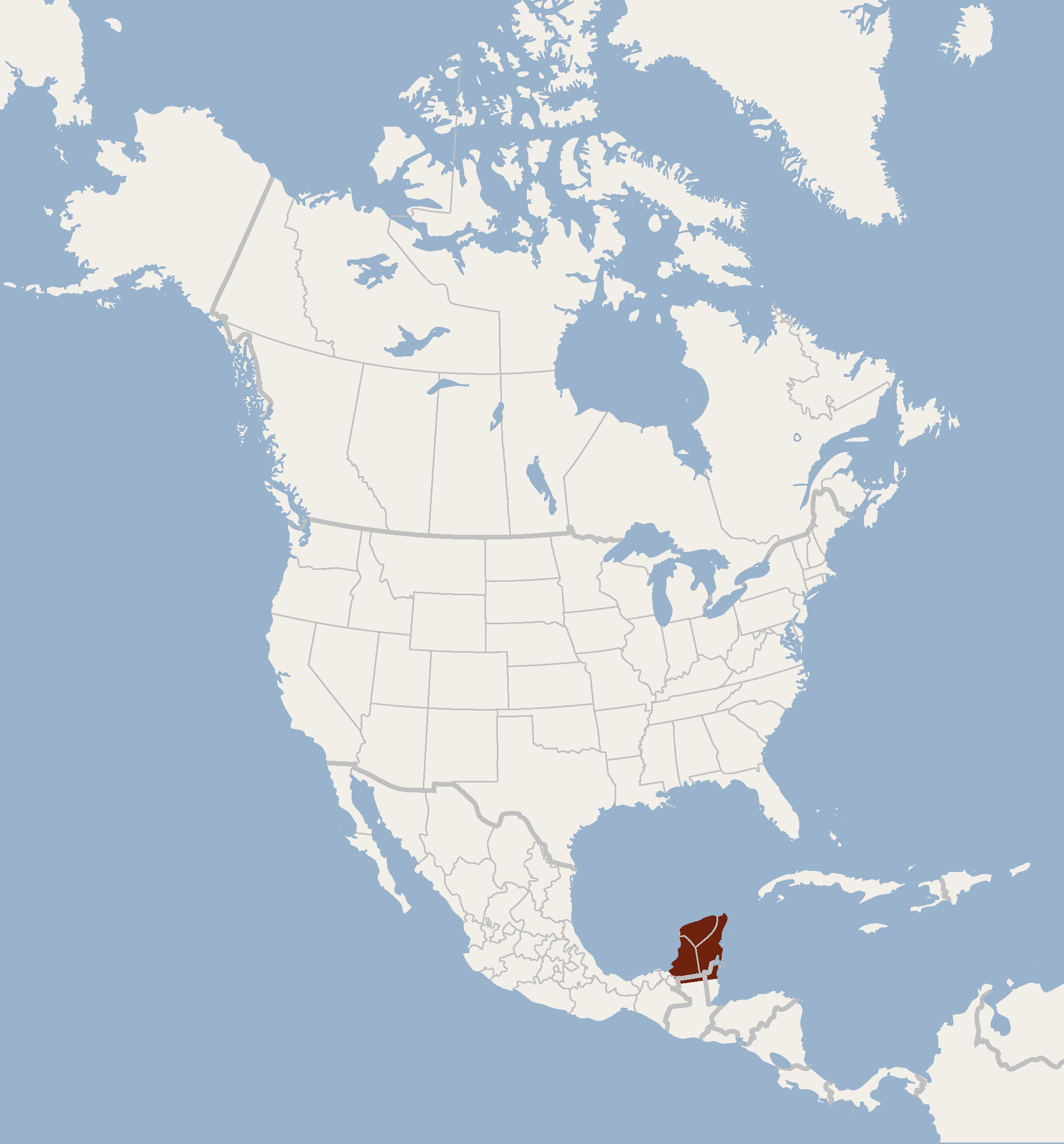
Verbreitungsgebiet der Yucatán-Gelbfledermaus

Die Yucatán-Gelbfledermaus (Rhogeessa aeneus) ist eine auf der Halbinsel Yucatán verbreitete Fledermaus in der Familie der Glattnasen. Abhandlungen vor 1990 listeten die Population oft als Synonym der Schwarzflügel-Gelbfledermaus (Rhogeessa tumida).

## Merkmale
Mit einer Gesamtlänge von 63 bis 79 mm, inklusive eines 26 bis 36 mm langen Schwanzes sowie mit einem Gewicht von 3 bis 5 g ist die Art eine kleine Fledermaus. Sie hat 26 bis 29 mm lange Unterarme und 11 bis 14 mm lange Ohren. Diese Fledermaus ist äußerlich nicht von der Schwarzflügel-Gelbfledermaus zu unterscheiden. Ihr diploider Chromosomensatz enthält dagegen 32 Chromosomen, während der Wert für Rhogeessa tumida bei 34 Chromosomen liegt. Bei beiden Arten ist die rötliche Tönung des gelbbraunen Fells intensiver als bei der Tres-Marias-Gelbfledermaus (Rhogeessa parvula). Männchen besitzen im Gegensatz zu Weibchen Drüsen in den Ohren.

## Verbreitung
Die Art lebt auf der ganzen Halbinsel im südöstlichen Mexiko und angrenzenden Regionen Belizes und Guatemalas. Sie bewohnt das Flachland bis 50 Meter Höhe. Die Yucatán-Gelbfledermaus hält sich in feuchten Wäldern mit immergrünen und laubabwerfenden Bäumen auf.

## Lebensweise
Die Exemplare jagen Insekten mit Hilfe der Echoortung und nutzen dabei kurze Rufe mit hoher Frequenz. Aufgrund der breiten Flügel wird angenommen, dass sie gut im dichten Unterwuchs manövrieren können. Zwei im Mai registrierte Weibchen waren mit zwei Nachkommen trächtig.

## Gefährdung
Für den Bestand liegen keine Bedrohungen vor. Die Yucatán-Gelbfledermaus kommt in verschiedenen Schutzgebieten vor. Die IUCN listet die Art, trotz seltenen Auftretens, als nicht gefährdet (least concern).